# Grand Prix Monako 1988
Grand Prix Monako 1988 (oryg. Grand Prix Automobile de Monaco) – trzecia runda Mistrzostw Świata Formuły 1 w sezonie 1988, która odbyła się 15 maja 1988, po raz 35. na torze Circuit de Monaco.
46. Grand Prix Monako, 35. zaliczane do Mistrzostw Świata Formuły 1.

## Klasyfikacja
| Legenda oznaczeń w tabelach wyników Wyświetl szablon na nowej stronie | Legenda oznaczeń w tabelach wyników Wyświetl szablon na nowej stronie                                                                     |
| Oznaczenie                                                            | Wyjaśnienie |
| --------------------------------------------------------------------- | --- |
| Złoty                                                                 | Zwycięzca lub mistrzostwo |
| Srebrny                                                               | 2. miejsce lub wicemistrzostwo |
| Brązowy                                                               | 3. miejsce lub II wicemistrzostwo |
| Zielony                                                               | Ukończył, punktował (w klasyfikacji generalnej, gdy zdobył co najmniej jeden punkt na przestrzeni sezonu, poza trzema powyższymi opcjami) |
| Niebieski                                                             | Ukończył, nie punktował (w klasyfikacji generalnej, gdy nie zdobył co najmniej jednego punktu na przestrzeni sezonu)                      |
| Czerwony                                                              | Nie zakwalifikował się (NZ) |
| Czerwony                                                              | Nie prekwalifikował się (NPK) |
| Różowy                                                                | Nie ukończył (NU) |
| Różowy                                                                | Niesklasyfikowany (NS) (w klasyfikacji generalnej, gdy nie został sklasyfikowany w żadnym wyścigu sezonu)                                 |
| Czarny                                                                | Zdyskwalifikowany (DK) |
| Czarny                                                                | Wykluczony (WYK/EX) |
| Biały                                                                 | Nie wystartował (NW) |
| Biały                                                                 | Kontuzjowany (K/INJ) |
| Biały                                                                 | Wyścig odwołany (OD/C) |
| Bez koloru                                                            | Został wycofany (WYC/WD) |
| Bez koloru                                                            | Nie przybył (NP/DNA) |
| Bez koloru                                                            | Nie brał udziału w treningach (NT/DNP) |
| Bez koloru                                                            | Nie został zgłoszony (–) |
| Pogrubienie                                                           | Start z pole position |
| Kursywa                                                               | Najszybsze okrążenie wyścigu |
| †                                                                     | Nie ukończył, ale jego rezultat został zaliczony ze względu na przejechanie więcej niż 90% dystansu wyścigu.                              |
| *                                                                     | Sezon w trakcie |
| 1/2/3                                                                 | Punktowana pozycja w sprincie kwalifikacyjnym                                                                                             |
| Lista systemów punktacji Formuły 1                                    | |

| Pos | No | Kierowca           | Konstruktor     | Okrążeń | Czas/powód NU    | Poz. Start. | Punktów |
| --- | -- | ------------------ | --------------- | ------- | ---------------- | ----------- | ------- |
| 1   | 11 | Alain Prost        | McLaren-Honda   | 78      | 1:57:17.077      | 2           | 9       |
| 2   | 28 | Gerhard Berger     | Ferrari         | 78      | + 20.453         | 3           | 6       |
| 3   | 27 | Michele Alboreto   | Ferrari         | 78      | + 41.229         | 4           | 4       |
| 4   | 17 | Derek Warwick      | Arrows-Megatron | 77      | + 1 okrążenie    | 7           | 3       |
| 5   | 3  | Jonathan Palmer    | Tyrrell-Ford    | 77      | + 1 okrążenie    | 10          | 2       |
| 6   | 6  | Riccardo Patrese   | Williams-Judd   | 77      | + 1 okrążenie    | 8           | 1       |
| 7   | 29 | Yannick Dalmas     | Larrousse-Ford  | 77      | + 1 okrążenie    | 21          |         |
| 8   | 20 | Thierry Boutsen    | Benetton-Ford   | 76      | + 2 Okrążenia    | 16          |         |
| 9   | 21 | Nicola Larini      | Osella          | 75      | + 3 Okrążenia    | 25          |         |
| 10  | 16 | Ivan Capelli       | March-Judd      | 72      | + 6 Okrążeń      | 22          |         |
| NU  | 12 | Ayrton Senna       | McLaren-Honda   | 66      | Wypadł z toru    | 1           |         |
| NU  | 30 | Philippe Alliot    | Larrousse-Ford  | 50      | Kolizja          | 13          |         |
| NU  | 15 | Maurício Gugelmin  | March-Judd      | 45      | Probl. z paliwem | 14          |         |
| NU  | 9  | Piercarlo Ghinzani | Zakspeed        | 43      | Skrz. biegów     | 23          |         |
| NU  | 19 | Alessandro Nannini | Benetton-Ford   | 38      | Skrz. biegów     | 6           |         |
| NU  | 24 | Luis Perez-Sala    | Minardi-Ford    | 36      | Wał prz. napędu  | 15          |         |
| NU  | 5  | Nigel Mansell      | Williams-Judd   | 32      | Kolizja          | 5           |         |
| NU  | 22 | Andrea de Cesaris  | Rial-Ford       | 28      | Silnik           | 19          |         |
| NU  | 25 | René Arnoux        | Ligier-Judd     | 17      | Silnik           | 20          |         |
| NU  | 32 | Oscar Larrauri     | Euro Brun-Ford  | 14      | Hamulce          | 18          |         |
| NU  | 18 | Eddie Cheever      | Arrows-Megatron | 8       | Silnik           | 9           |         |
| NU  | 26 | Stefan Johansson   | Ligier-Judd     | 6       | Silnik           | 26          |         |
| NU  | 31 | Gabriele Tarquini  | Coloni-Ford     | 5       | Zawieszenie      | 24          |         |
| NU  | 1  | Nelson Piquet      | Lotus-Honda     | 1       | Kolizja          | 11          |         |
| NU  | 36 | Alex Caffi         | Dallara-Ford    | 0       | Wypadł z toru    | 17          |         |
| NU  | 14 | Philippe Streiff   | AGS-Ford        | 0       | Przepustnica     | 12          |         |
| NZ  | 2  | Satoru Nakajima    | Lotus-Honda     |         |                  |             |         |
| NZ  | 10 | Bernd Schneider    | Zakspeed        |         |                  |             |         |
| NZ  | 23 | Adrián Campos      | Minardi-Ford    |         |                  |             |         |
| NZ  | 4  | Julian Bailey      | Tyrrell-Ford    |         |                  |             |         |
| EX  | 33 | Stefano Modena     | Euro Brun-Ford  |         | Wykluczony       |             |         |